# Сезон збірної Греції з футболу 1929
1929 року збірна Греції з футболу зіграла свої перші два офіційні матчі.

## Греція — Італія
7 квітня 1929 року відбувся товариський матч між національними футбольними збірними Греції та Італії в Афінах, на стадіоні «Леофорос Александрас». Це був перший офіційний матч національної збірної Греції.
| 7.04.1929 15:15 |

| Греція     | 1:4        | Італія                                   |
| ---------- | ---------- | ---------------------------------------- |
| Наміас 60' | (Протокол) | Волькі 35', 65' Буссіні 35' Танкінні 35' |

| Леофорос Александрас, Афіни Глядачів: 15 000 Арбітр: Кан |

| Греція:              |  |                              |
|                      |  |                              |
| •                    |  | Йоргос Ямаліс                |
| •                    |  | Костас Ферлеміс              |
| •                    |  | Хрістофорос Вогас            |
| •                    |  | Апостоліс Мессаріс           |
| •                    |  | Стефанос Константідіс        |
| •                    |  | Костас Андріцос              |
| •                    |  | Вассіліс Андріанопулос       |
| •                    |  | Костас «Дінос» Андріанопулос |
| •                    |  | Йоргос Андріанопулос (к)     |
| •                    |  | Анґелос Мессаріс             |
| •                    |  | Альвертос Наміас             |
| Тренер:              |  |                              |
| Апостолос Ніколаїдіс |  |                              |

| Італія: |  |             |  |
|         |  |             |  |
| •       |  | Деґані      |  |
| •       |  | Монтдзеліо  |  |
| •       |  | Мартінні    |  |
| •       |  | Авале       |  |
| •       |  | Скальтріччі |  |
| •       |  | Кастеладжо  |  |
| •       |  | Константіно |  |
| •       |  | Волькі      |  |
| •       |  | Чевенніні   |  |
| •       |  | Танкінні    |  |
| •       |  | Буссіні     |  |
| Тренер: |  |             |  |
|         |  |             |  |

|  |

## Болгарія — Греція
30 червня Греція зіграла товариський матч проти збірної Болгарії. Гра завершилася нічиєю 1:1.
| 30.06.1929 18:00 |

| Болгарія         | 1:1        | Греція            |
| ---------------- | ---------- | ----------------- |
| Песев 80' (пен.) | (Протокол) | Андріанопулос 15' |

| Васіл Левскі, Софія Глядачів: 14 000 Арбітр: Фабріч |